# Odborný léčebný ústav
Odborný léčebný ústav (OLÚ) je druh lůžkového zdravotnického zařízení v Česku, které poskytuje zdravotní péči dlouhodobějšího charakteru. Tato péče typicky navazuje na hospitalizaci v jiné nemocnici, kde zvládli akutní stav.

## Typy odborných léčebných ústavů
- psychiatrická nemocnice
- nemocnice následné péče / léčebna dlouhodobě nemocných
- nemocnice následné rehabilitační péče – poskytuje rehabilitační péči například po implantaci kloubních endoprotéz

## Seznam odborných léčebných ústavů
- Kategorie:Léčebné ústavy v Česku